# Dienci
Dienci – wieś w Rumunii, w okręgu Aluta, w gminie Vulturești. W 2011 roku liczyła 602 mieszkańców. 